# Fujiwara no Shimeko
Fujiwara no Shimeko, född 1131, död 1176, var en japansk kejsarinna, gift med kejsar Konoe.